# Le Jugement de Dieu
Pour plus de détails, voir Fiche technique et Distribution.
Le Jugement de Dieu est un film français réalisé par Raymond Bernard, sorti en 1952.

## Synopsis
Au Moyen Âge, en 1433, nous est contée la triste histoire d'amour d'Agnès Bernauer et du prince Albert de Bavière. Histoire d'amour fou où le prince ne veut écouter que son cœur et va rejoindre dans les flots du Danube sa bien-aimée Agnès, qui pour le sauver, s'est accusée de sorcellerie et a été condamnée à mort.

## Fiche technique
- Titre : Le Jugement de Dieu
- Réalisation : Raymond Bernard
- Scénario : D'après une légende rhénane (Allemagne) du XVe siècle
- Adaptation : Bernard Zimmer, Raymond Bernard
- Dialogues : Bernard Zimmer
- Assistants réalisateurs : Jacques Planche, Jean-Pierre Decourt
- Images : Roger Hubert
- Opérateur : Adolphe Charlet, assisté de Max Dulac
- Son : André-Léonce Le Baut, Lucien Legrand
- Décors : Robert Gys (extérieurs), Lucien Aguettand (intérieurs), assistés de Jacques Villet
- Architecte décorateur adjoint : Alexandre Hinkis
- Musique : Joseph Kosma (Éditions Enoch et Fortin)
- Costumes et maquettes : Rosine Delamare
- Chef costumier : Georgette Fillon
- Montage : Lola Barache, assistée de Marie-Louise Barberot
- Scripte : Lucile Costa
- Photographe de plateau : Roger Forster
- Production : Eugène Tucherer
- Société de production : B.U.P
- Pays d'origine :  France
- Tournage dans les studios Éclair et François Ier à Épinay-sur-Seine en 1949
- Format : noir et blanc, pellicule 35 mm, système sonore Klangfilm
- Durée : 98 minutes
- Genre : drame historique
- Date de sortie :
  - France - 20 août 1952

## Distribution
- Andrée Debar : Agnès Bernauer
- Jean-Claude Pascal : le prince Albert de Bavière
- Pierre Renoir : le duc de Bavière
- Gabrielle Dorziat : Josépha, la margrave, la tante du prince Albert
- Jean Barrère : le comte Törring
- Olivier Hussenot : M. Bernauer, barbier et père d'Agnès et Marie
- Louis Seigner : le bourgmestre
- André Wasley : le capitaine
- Jacques Dynam : un soldat
- Max Dalban : le boucher
- Jean Clarieux : le chef de bande
- Marcel Raine : le ministre
- Louis de Funès : l'homme qui se fait arracher une dent chez le barbier et un envoyé du bourgmestre
- Georges Douking : le moine Enrique, commissaire de l'inquisition
- Marie-France Planèze : Marie Bernauer, sœur d'Agnès
- Jane Morlet : une bourgeoise
- Catherine Fonteney : une bourgeoise
- Henri Coutet : Herman, un adjoint de M. Bernauer
- Maurice Schutz : le sujet faisant la queue devant la boutique du barbier
- Daniel Ceccaldi : Théobald, le commis de M. Bernauer et amoureux d'Agnès
- Jacky Gencel : « Colonel », l'enfant
- Edmond Tamiz : un conseiller du bourgmestre
- Nicolas Vogel
- Maurice Regamey
- Olivier Mathot
- Guy-Henry
- Gil Delamare
- Denise Kerny
- Jeanne Herviale
- Roger Vincent
- Philippe Olive
- Daniel Mendaille
- René Arrieu
- Gérard Darrieu
- Pierre Morin
- Georges Lycan
- Pierre Goutas